# Byron Long
Byron Long (nacido el 10 de mayo de 1969 en Inglewood, California, Estados Unidos). Es un actor y director de cine pornográfico estadounidense. Long entró en la industria del entretenimiento por adultos en el año 1992. Entró en el salón de la fama de los premios Urban X en el año 2008, en aquel año, Long y su agente Ron Elis, fundaron la compañía productora, Teaze World Entertainment. En 2010, Long entró en el salón de la fama de la AVN.